# Педру Оливейра, Жуан
Жуан Педру Оливейра (порт.-браз. João Pedro Oliveira; 17 июня 1999) — бразильский футболист, защитник.

## Карьера
В 2020 году играл за бразильский клуб «Сантос» Макапа.
Летом 2019 года на правах аренды играл за бразильский клуб «Соуса».
1 апреля 2022 года стал игроком казахстанского клуба «Кайсар». 5 марта 2023 года в матче против клуба «Кызыл-Жар» дебютировал в чемпионате Казахстана.

## Достижения
«Кайсар»
- Серебряный призёр Первой лиги: 2022

## Клубная статистика
| Игровая карьера | Игровая карьера         | Игровая карьера | Лига | Лига | Кубок | Кубок | Межд. | Межд. | Др. | Др. |
| --------------- | ----------------------- | --------------- | ---- | ---- | ----- | ----- | ----- | ----- | --- | --- |
| 2022            | Ферровиарио (Форталеза) | ?               | —    | —    | —     | —     | —     | —     | —   | —   |
| 2022            | Кайсар                  | Б               | 25   | 2    | 6     | 1     | —     | —     | —   | —   |
| 2023            | Кайсар                  | А               | 21   | 2    | —     | —     | —     | —     | —   | —   |